# Gouvernement Izjaslav
Het gouvernement Izjaslav (Russisch: Изяславая губерния, Izjaslavaja goebernija) was een gouvernement (goebernija) binnen het keizerrijk Rusland. Het gouvernement bestond van 1793 tot 1795. Het gouvernement ontstond uit het gouvernement Kiev en het gouvernement ging op in het gouvernement Wolynië. De hoofdstad was Izjaslav.